# Somebody’s Watching Me
Somebody’s Watching Me ist ein Lied des Sängers Rockwell. Es wurde am 27. Dezember 1983 als Single veröffentlicht.

## Geschichte
Das Lied handelt von einem paranoiden Erzähler, welcher sich davor fürchtet, beobachtet und verfolgt zu werden. Der Refrain des von Rockwell verfassten Liedes wurde von seinem Schulfreund Michael Jackson und dessen Bruder Jermaine Jackson gesungen.

## Musikvideo
Das Musikvideo wurde passend zum Lied gestaltet, es sind dort unter anderem zu sehen: Schwimmende Köpfe, Raben, Friedhöfe, eine Dusche und Szenen aus dem Film Psycho. Den Postboten, den man in diesem Musikvideo sieht, sieht man auch in dem Musikvideo zu Obscene Phone Caller.

## Kommerzieller Erfolg

### Chartplatzierungen
| ChartsChartplatzierungen       | Höchstplatzierung | Wochen |
| ------------------------------ | ----------------- | ------ |
| Deutschland (GfK)              | 2 (16 Wo.)        | 16     |
| Österreich (Ö3)                | 14 (2 Wo.)        | 2      |
| Schweiz (IFPI)                 | 3 (12 Wo.)        | 12     |
| Vereinigte Staaten (Billboard) | 2 (21 Wo.)        | 21     |
| Vereinigtes Königreich (OCC)   | 6 (11 Wo.)        | 11     |

| ChartsJahrescharts (1984)      | Platzierung |
| ------------------------------ | ----------- |
| Deutschland (GfK)              | 46          |
| Vereinigte Staaten (Billboard) | 26          |

### Auszeichnungen für Musikverkäufe
| Land/Region                  | Auszeichnungen für Musikverkäufe (Land/Region, Auszeichnung, Verkäufe) | Verkäufe  |
| ---------------------------- | ---------------------------------------------------------------------- | --------- |
| Dänemark (IFPI)              | Gold                                                                   | 45.000    |
| Vereinigte Staaten (RIAA)    | Gold (Physisch) · + Gold (Digital)                                     | 1.000.000 |
| Vereinigtes Königreich (BPI) | Gold                                                                   | 400.000   |
| Insgesamt                    | 4× Gold ·                                                              | 1.445.000 |

Hauptartikel: Michael Jackson/Auszeichnungen für Musikverkäufe

## Coverversionen und Verwendung als Sample
- 1992 schrieb DJ Bobo den Song Somebody’s Watching Me in Somebody Dance With Me um und landete damit seinen ersten Hit.[8]
- Die finnische Band Warmen veröffentlichte 2005 eine Coverversion von Somebody’s Watching Me.[9]
- Auf dem 2008 erschienenen Album Wasteland Discotheque der Band Raunchy covern diese den Song ebenfalls.[10]
- 2009 veröffentlichte das US-amerikanische Produzenten- und Remixer-Duo Mysto & Pizzi im Auftrag der Autoversicherung Geico ein Remake als Werbesong.[11]
- 2021 veröffentlichte der österreichische Dancehall- und Hip-Hop-Musiker RAF Camora auf seinem Album Zukunft das Stück Vergesse nie die Street mit der gesampelten Melodie von Somebody’s Watching Me.[12]

## Trivia
In der 1984 ausgestrahlten Pilotfolge der in den 1980er Jahren erfolgreichen und für ihren Einsatz zeitgenössischer Popmusik bekannten Fernsehserie Miami Vice tanzt eine der Hauptfiguren, Ricardo Tubbs, in einem Nachtclub zu Somebody’s Watching Me.